# Samuel Brittan
Sir Samuel Brittan (* 29. Dezember 1933 in London; † 12. Oktober 2020) war ein britischer Ökonom, Wirtschaftsjournalist und Publizist.

## Leben
Brittan wurde als Sohn eines Arztes geboren und besuchte die Kilburn Grammar School bei London. Er studierte am Jesus College der Universität Cambridge u. a. bei Peter Thomas Bauer und Milton Friedman. Er erwarb einen Master of Arts.
1961 wurde er Wirtschaftsredakteur bei der englischen Wochenzeitung The Observer. 1965 war er Berater des Department of Economic Affairs. 1966 wurde er erster Wirtschaftskorrespondent der Tageszeitung Financial Times. Von 1978 bis 1996 war er Mitherausgeber der Zeitung. In den 1980er Jahren verteidigte er u. a. Margaret Thatchers Wirtschaftspolitik.
1973 wurde er Fellow und von 1974 bis 1982 war er Visiting Fellow des Nuffield College in Oxford. 1978 übernahm er eine Gastprofessor für Volkswirtschaft an der University of Chicago Law School. Von 1985 bis 1986 gehörte er dem Peacock Committee an, welches die Finanzen der BBC überwachen sollte. Von 1987 bis 1992 war er Honorarprofessor für Politikwissenschaften an der University of Warwick. 1988 wurde er Honorary Fellow des Jesus College in Cambridge. Er publizierte mehrere Bücher.
Sein Bruder ist Leon Brittan und sein Cousin Malcolm Rifkind, beide konservative Politiker.

## Ehrungen und Auszeichnungen
- 1971: Financial Journalist of the Year Award
- 1980: Orwell Prize für Journalismus
- 1985: Ehrendoktorwürde der Heriot-Watt University
- 1988: Ludwig-Erhard-Preis für Wirtschaftspublizistik
- 1993: Erhebung in den Adelsstand (Knight Bachelor)
- 1993: Ritter der Ehrenlegion
- 1994: Ehrendoktorwürde der University of Essex
- 2012: Wincott Lifetime Achievement Award

## Schriften (Auswahl)
- Die Ökonomie der Freiheit. Plädoyer für eine liberale Wirtschaft. Campus, Frankfurt am Main u. a. 1976, ISBN 3-593-32131-9. (en: Capitalism and the permissive society)